# Jerzy Gustaw Wittelsbach (Pfalz-Veldenz)
Jerzy Gustaw Wittelsbach (ur. 6 lutego 1564  – zm. 3 czerwca 1634) – hrabia palatyn, książę Palatynatu-Veldenz.
Syn księcia Jerzego Jana i Anny Marii Wazówny. Jego dziadkami byli Ruprecht Wittelsbach i Urszula Daun-Kyrburg und Salm oraz król Szwecji Gustaw I Waza i Małgorzata Leijonhufvud. Miał czterech braci, po śmierci ojca w 1592 kuratelę sprawowała ich matka Anna Wazówna. Sześć lat później bracia podzieli tereny między siebie. Gustaw otrzymał Valdenz, Jan August - Lützelstein, zaś Ludwik Filip i Jerzy Jan wspólnie odziedziczyli tereny Guttenberg. 
30 października 1586 roku ożenił się z Elżbietą Wirtemberską (1548-1592), córką księcia Krzysztofa Wirtemberskiego i Maria Anna Hohenzollern. Para nie miała dzieci.
17 maja 1601 roku ożenił się z Marią Elżbietą Wittelsbach, córką Jana I Wittelsbacha księcia Palatynatu-Zweibrücken i Magdaleny (1553-1633), księżniczki Jülich-Kleve-Berg. Ich potomkami byli:
- Anna Magdalena (1602-1630)
- Jan Fryderyk (1604-1632)
- Jerzy Gustaw (1605)
- Elżbieta (1607-1608)
- Karol Ludwik (1609-1631)
- Wolfgang Wilhelm (1610-1611)
- Zofia Sybilla (1612-1616)
- Maria Elżbieta (1616-1649)
- Maria Amalia (1621-1622)
- Magdalena Zofia (1622-1691)
- Leopold Ludwik (1625-1694) – hrabia palatyn i książę Palatynatu-Veldenz